# العوينات (موريتانيا)
لعوينات هي بلدة ريفية موريتانية تقع في مقاطعة ولد ينج في منطقة كيدي ماغا الواقعة في جنوب موريتانيا.

## الموقع
تقع بلدة لعوينات في غرب مقاطعة ولد ينج جنوب منطقة كيدي ماغا الواقعة في جنوب موريتانيا، وتبلغ مساحتها 472 كيلومتر مربع، ويحدها من جهة الشمال بلدية لحرج، ويحدها من جهة الغرب بلدية التكتاكة، ويحدها من جهة الشرق بلدية هامد، بينما يحدها من جهة الحنوب بلدية ولد ينج.

## السكان
شهدت بلدة لعوينات نموًّا سكانيًّا ملحوظًا خلال القرن الحادي والعشرين، حيث ارتفع عدد سكان البلدة من 2881 نسمة في عام 2000، إلى 3852 نسمة في عام 2013 بمُعدل نمو سنوي بلغ 2.4٪ على مدى 13 عامًا.

## التاريخ
تأسست بلدة لعوينات بموجب المرسوم الصادر في 20 أكتوبر عام 1987 بشأن تأسيس البلديات الموريتانية. ويشغل جدو ولد التار منصب عمدة بلدية لعوينات في الوقت الحالي.

## الاقتصاد
تُشكل الزراعة النشاط الاقتصادي الرئيسي لسكان بلدة لعوينات مثلهم في ذلك مثل سكان جميع البلدات الموريتانية الموجودة في المنطقة تقريبًا. ومع ذلك فلا يزال اقتصاد البلدة متواضعًا وهش بسبب ما يواجهه من عقبات تُعرقل محاولات تنميته، ولا سيما الظروف المناخية أو قلة الإمكانيات المتوفرة للمزارعين. وفي سبيل للتغلب على هذه المعوقات، قامت الحكومة الموريتانية بالتعاون مع المنظمات غير الحكومية المختلفة لتمويل عدد من المشاريع التي تُساعد على تحسين الظروف المعيشية لسكان البلدة، مثل قطب ندومليات الذي أنشئ في إطار مشروع بيئي كان يهدف لتأمين المنتجات الحرجية، وإعادة تكوين الغابات بإنشاء متماثل، والتثبيت البيولوجي والميكانيكي للكثبان وكذلك الإنتاج المحلي لأشجار الغابات المثمرة. أنتج المشروع خلال عام 2020 حوالي 104450 شجيرة محليّة، واستقر على 50 هكتارًا من الكثبان الرملية، وساهم في حماية 10000 شجرة سنط شابًة والحفاظ على 50 هكتارًا من الأشجار المحلية. كما أطلقت الحكومة الموريتانية في عام 2020 الحملة الوطنية لتحصين المواشي والثروة الحيوانية في بلدية لعوينات بهدف توفير الأمن الغذائي للمواطنين والمساهمة في تنمية الناتج المحلي الإجمالي للبلاد ومحاربة الفقر والبطالة خاصّة في المناطق الريفية.